# Сулейманов, Багир Алекперович
Багир Алекперович Сулейманов (азерб. Bağır Ələkbər oğlu Süleymanov) — советский и азербайджанский учёный-нефтяник, доктор технических наук, профессор, член-корреспондент Национальной академии наук Азербайджана

## Биография
Сулейманов Багир Алекпер оглы, родился 22 июня 1959 года в городе Баку в семье служащих. В 1981 году окончил с отличием газонефтепромысловый факультет АзИНЕФТЕХИМ им М. Азизбекова (ныне — Азербайджанский государственный университет нефти и промышленности, АГУНП) по специальности «Технология и комплексная механизация разработки нефтяных и газовых месторождений».
В 1987 году присвоена ученая степень кандидата технических наук, в 1997 — доктора технических наук, в 2011 году — звание профессора. В 2014 году избран член-корреспондентом Национальной Акакдемии Наук Азербайджана (НАНА) по специальности «Разработка нефтяных и газовых месторождений» отделения «Науки о Земле», а в 2019 — иностранным членом Российской Академии Естественных Наук по секции нефти и газа. Воспитанник научной школы академика Азада Халиловича Мирзаджанзаде.
После окончания института с 1981 по 1985 год работал оператором, инженером по добыче нефти и газа в НГДУ им. «Н. Нариманова» ВПО «Каспморнефтегазпром». В 1982—1985 гг. — аспирант, а в 1985—1988 г.г. — ассистент кафедры «Разработка и эксплуатация нефтяных месторождений» АзИНЕФТЕХИМ им М. Азизбекова. В 1988—2000 г.г. — старший, ведущий и главный научный сотрудник отдела «Нелинейная механика нефти и газа» Института математики и механики НАНА, с 2000 года — заместитель директора по научной работе в области добычи нефти и газа, заместитель директора по научной работе, а в настоящее время — заместитель директора по добыче нефти и газа НИПИ «Нефтегаз» SOCAR.
Область научных исследований: создание научных и практических основ применения гетерогенных систем при разработке нефтяных и газовых месторождений, разработка и внедрение новой техники, технологий и химических составов для добычи нефти и газа.
Б. Сулейманов автор 321 научных трудов, в том числе 118 патентов на изобретения, 2 монографий и 4 учебников.
Б. Сулейманов подготовил 25 доктора философии и 6 докторов наук.

## Научная деятельность
- На основе физического и математического моделирования фильтрации гетерогенных систем в слоисто-неоднородной пористой среде разработаны и успешно внедрены новые технологии по повышению нефтеотдачи пластов, обработке призабойной зоны скважин, ограничению водопритоков при разработке нефтяных месторождений;
- Впервые обнаружен и теоретически обоснован S-образный закон фильтрации, имеющий место при фильтрации неньютоновских систем в слоисто-неоднородной пористой среде;
- Всесторонне изучена стационарная и нестационарная фильтрация газированных ньютоновских, неньютоновских жидкостей и газа в предпереходном фазовом состоянии и предложена теория фильтрации указанных систем на основе эффекта проскальзывания жидкости;
- На основе статистического моделирования жизненного цикла нефтяного месторождения предложена методика выделения стадий, расчета извлекаемых запасов и максимальной добычи нефти;
- Разработаны и внедрены новые методы анализа разработки нефтяного месторождения на базе использования фрактальных, мультифрактальных размерностей и информационных показателей Фишера и Шенона;
- На основе математического моделирования разработаны методы выбора скважин-кандидатов для применения различных геолого-технических мероприятий;
- Разработано и успешно внедрено скважинное оборудование нового типа — погружные насосы, оборудование для подземного ремонта, противопесочные фильтры и т. д.;
- Разработаны и успешно внедрены различные химические реагенты для нефтегазовой промышленности — деэмульгаторы, депрессаторы, поверхностно-активные вещества, гели, пены и др.

## Научные достижения
- Входит в список самых цитируемых ученых мира (World’s Top 2 % Scientists) согласно рейтингу Стэнфордского Университета[2][3];
- Цитируемость научных трудов: индекс Хирша — 31, i10-индекс — 72[4];
- В результате внедрения разработанных новой техники и технологий было дополнительно добыто свыше 500 тысяч тонн нефти и газа (в нефтяном эквиваленте).

## Членство в научных и инженерных организациях
- Член-корреспондент НАНA;
- Член Президиума Высшей Аттестационной Комиссии при Президенте Азербайджанской Республики[5];
- Иностранный член Российской Академии Естественных Наук по секции нефти и газа;
- Член центральной комиссии SOCAR по нефтяным и газовым запасам;
- Член центральной комиссии SOCAR по разработке месторождений нефти, газа и газоконденсата;
- Заместитель председателя Ученого совета НИПИ «Нефтегаз» SOCAR[6];
- Председатель отделения «Разработка, эксплуатация нефтяных и газовых месторождений и бурение скважин» Ученого совета НИПИ «Нефтегаз» SOCAR[6];
- Член Ученого совета Института нефти и газа НАНА;
- Society of Petroleum Engineers (SPE).

## Членство в научно-технических изданиях
- Главный редактор журнала Scientific Petroleum[7];
- Заместитель главного редактора журнала SOCAR Proceedings[8];
- Заместитель главного редактора журнала «ANAS Transactions. Earth Sciences» («Известия НАНА, Науки о Земле»)[9]
- Член редколлегии журнала "Азербайджанское нефтяное хозяйство[10];
- Член редколлегии научно-практического журнала «Территория Нефтегаз» (Россия)[11];
- Член редколлегии журнала «Вестник Российской академии естественных наук» (Россия)[12];
- Член редколлегии научно-технического сборника «Вести газовой науки» (Россия)[13]
- Рефери журналов: Journal of Petroleum Science & Engineering; Results in Engineering; Petroleum Science & Technology; International Journal of Oil, Gas and Coal Technology; Physics of Fluids; Industrial & Engineering Chemistry Research Journal; Energy & Fuels; Fuels; Colloids and Surfaces A: Physicochemical and Engineering Aspects Journal; Journal of the Chemical Society of Pakistan; RSC Advances; Journal of Molecular Liquids; Heliyon; ACS Omega; Colloid Journal.

## Награды
- 2024 г. — диплом «Рекорд в цитировании» Национальной Академии Наук Азербайджана за наибольшее число цитирований его научных трудов;
- 2020 г. — Юбилейная медаль «100-летие Азербайджанского государственного университета нефти и промышленности (1920—2020)»[14];
- 2019 г. — Нагрудный знак SOCAR «Почетный нефтяник»[15];
- 2018 г. — Международная серебряная медаль Академика Азада Мирзаджанзаде Российской Академии Естественных Наук[16];
- 2018 г. — Победитель V Республиканского конкурса «За достижения в области изобретательства»[17]
- 2017 г. — Победитель IV Республиканского конкурса «За достижения в области изобретательства»[18];
- 2017 г. — Медаль за заслуги перед Ивано-Франковским национальным техническим университетом нефти и газа;
- 2016 г. — Победитель III Республиканского конкурса «За достижения в области изобретательства»[19];
- 2016 г. — Распоряжением Президента Азербайджанской Республики награждён медалью «Терегги»[20];
- 2013 г. — Победитель I Республиканского конкурса «За достижения в области изобретательства»[21]
- 2009 г. — Почетная грамота SOCAR за особые заслуги в развитии нефтяной и газовой промышленности Республики;
- 2004 г. — Почетная грамота SOCAR за особые заслуги в развитии нефтяной и газовой промышленности Республики;
- 1985 г. — Нагрудный знак «Изобретатель СССР»

## Избранные научные труды

### Книги
- B. A. Suleimanov, E. F. Veliyev, A. A. Aliyev. Oil and gas well cementing for engineers. — UK: John Wiley & Sons Ltd., 2023. — 272p. ISBN 978-1-394-16485-1
- Baghir A. Suleimanov, Elchin F. Veliyev, Vladimir Vishnyakov. Nanocolloids for petroleum engineering: Fundamentals and practices. — UK: John Wiley & Sons Ltd., 2022. — 288p. Print ISBN 978-1-119-88959-5, Online ISBN 978-1-119-88976-2
- Сулейманов Б. А., Велиев Э. Ф., Шовгенов А. Д. Теоретические и практические основы цементирования скважин. Серия: Современные нефтегазовые технологии. — Москва-Ижевск: Институт компьютерных исследований, 2022. — 292c. ISBN 978-5-4344-0957-5
- Сулейманов Б. А. Теория и практика увеличения нефтеотдачи пластов. Серия: Современные нефтегазовые технологии. — Москва-Ижевск: Институт компьютерных исследований, 2022. — 286с. ISBN 978-5-4344-0952-0
- Vladimir Vishnyakov, Baghir Suleimanov, Ahmad Salmanov, Eldar Zeynalov. Primer on enhanced oil recovery. 1st Edition. Gulf Professional Publishing, Elsevier Inc., 2019. — 223 p. Paperback ISBN 978-0-12-817632-0, eBook ISBN 978-0-12-817633-7
- Сулейманов Б. А. Особенности фильтрации гетерогенных систем. Серия: Современные нефтегазовые технологии. — Москва-Ижевск: Институт компьютерных исследований, 2006. — 356 c. ISBN 5-93972-592-9.

### Статьи
- Suleimanov B. A., Abbasov H. F.  Gasified acid solution in pre-transition state for well stimulation // Journal of Dispersion Science and Technology. — Received 21 Aug 2024, Accepted 26 Dec 2024, Published online: 10 Jan 2025. — doi: 10.1080/01932691.2024.2448758;
- Suleimanov B. A., Abbasov E. M.  Predıctıng of water breakthrough tıme ınto the well on pressure buıld-up curves // Applied and Computational Mathematics. — 2024. — Vol.23, N. 2. — P. 219—227. — doi: 10.30546/1683-6154.23.2.2024.219;
- Suleimanov B. A., Feyzullayev Kh. A.  Simulation study of water shut-off treatment for heterogeneous layered oil reservoirs // Journal of Dispersion Science and Technology. — 2024. — P. 1-11. — doi: 10.1080/01932691.2024.2338361;
- Suleimanov B. A., Abbasov H. F.  Wettability alteration of quartz sand using Z-type Langmuir-Blodgett hydrophobic films // Physics of Fluids. — 2024. — Vol. 36. — P. 034118. — doi: 10.1063/5.0196917;
- Suleimanov B. A., Rzayeva S. J., Akberova A. F., Akhmedova U. T. Self-foamed biosystem for deep reservoir conformance control // Petroleum Science and Technology. — 2022. — Vol. 40, No. 20. — P. 2450—2467. — doi: 10.1080/10916466.2022.2045313;
- Suleimanov B. A., Rzayeva S. J., Akhmedova U. T. Self-gasified biosystems for enhanced oil recovery // International Journal of Modern Physics B. — 2021. — Vol. 35, No. 27. — P. 2150274. — doi: 10.1142/S021797922150274X;
- Suleimanov B. A., Veliyev E. F., Naghiyeva N. V. Colloidal dispersion gels for in-depth permeability modification // Modern Physics Letters B. — 2021. — Vol. 35, No. 1. — P. 2150038. — doi: 10.1142/S021798492150038X;
- Suleimanov B. A., Veliyev E. F., Aliyev A. A. Colloidal dispersion nanogels for in-situ fluid diversion // Journal of Petroleum Science and Engineering. — 2020. — Vol. 193, No. 10. — P. 107411. — doi: 10.1016/j.petrol.2020.107411;
- Ismayilov R. H., Valiyev F. F., Israfilov N. V., Wang W.-Z., Lee G.-H., Peng Sh.-M., Suleimanov B. A. Long chain defective metal string complex with modulated oligo-α-pyridylamino ligand: Synthesis, crystal structure and properties // Journal of Molecular Structure. — 2020. — Vol. 1200. — P. 126998. — doi: 10.1016/j.molstruc.2019.126998;
- Suleimanov B. A., Feyzullayev Kh. A. Numerical simulation of water shut-off for heterogeneous composite oil reservoirs // SPE-198388-MS. SPE Annual Caspian Technical Conference. — Baku, Azerbaijan, 16-18 October 2019. — doi: 10.2118/198388-MS;
- Suleimanov B. A., Feyzullayev Kh. A., Abbasov E. M. Numerical simulation of water shut-off performance for heterogeneous composite oil reservoirs // Applied and Computational Mathematics. — 2019. — Vol. 18, No. 3. — P. 261—271;
- Сулейманов Б. А., Гусейнова Н. И. Анализ состояния разработки месторождения на основе информационных показателей Фишера и Шеннона // Автоматика и телемеханика. — 2019. — № 5. — C. 118—135. — doi: 10.1134/S0005231019050076;
- Suleimanov B. A., Abbasov H. F., Valiyev F. F., Ismayilov R. H., Peng Sh.-M. Thermal-conductivity enhancement of microfluids with Ni3(µ3-ppza)4Cl2 metal string complex particles // ASME. Journal of Heat Transfer. — 2019. — Vol. 141. — P. 012404. — doi: 10.1115/1.4041554;
- Ismayilov R. H., Valiyev F. F., Tagiyev D. B., Song Y., Israfilov N. V., Wang W.-Zh., Lee G.-H., Peng Sh.-M., Suleimanov B. A. Linear pentanuclear nickel(II) and tetranuclear copper(II) complexes with pyrazine-modulated tripyridyldiamine ligand: Synthesis, structure and properties // Inorganica Chimica Acta. — 2018. — Vol. 483. — P. 386—391. — doi: 10.1016/j.ica.2018.08.045;
- Suleimanov B. A., Suleymanov A. A., Abbasov E. M., Baspayev E. T. A mechanism for generating the gas slippage effect near the dewpoint pressure in a porous media gas condensate flow // Journal of Natural Gas Science and Engineering. — 2018. — Vol. 53. — P. 237—248. — doi: 10.1016/j.jngse.2018.03.003;
- Suleimanov B. A., Latifov Y. A., Veliyev E. F., Frampton H. Comparative analysis of the EOR mechanisms by using low salinity and low hardness alkaline water // Journal of Petroleum Science and Engineering. — 2018. — Vol. 162. — P. 35-43. — doi: 10.1016/j.petrol.2017.12.005;
- Suleimanov B. A., Guseynova N. I., Rzayeva S. C. , Tulesheva G. D. Experience of acidizing injection wells for enhanced oil recovery at the Zhetybai field (Kazakhstan) // SPE-189028-MS. SPE Annual Caspian Technical Conference and Exhibition. — Baku, Azerbaijan, 1-3 November 2017. — doi: 10.2118/189028-MS;
- Suleimanov B. A., Guseynova N. I., Veliyev E. F. Control of displacement front uniformity by fractal dimensions // SPE-187784-MS. SPE Russian Petroleum Technology Conference. — Moscow, Russia, 16-18 October 2017. — doi: 10.2118/187784-MS;
- Suleimanov B. A., Veliyev E. F. Novel polymeric nanogel as diversion agent for enhanced oil recovery // Petroleum Science and Technology. — 2017. — Vol. 35, No. 4. — P. 319—326. — doi: 10.1080/10916466.2016.1258417;
- Suleimanov B. A., Abbasov E. M., Sisenbayeva M. R. Mechanism of gas saturated oil viscosity anomaly near to phase transition point // Physics of Fluids. — 2017. — Vol. 29. — P. 012106. — doi: 10.1063/1.4974081;
- Suleimanov B. A., Ismayilov R. H., Abbasov H. F., Wang W.-Zh., Peng Sh.-M. Thermophysical properties of nano- and microfluids with [Ni5(μ5-pppmda)4Cl2] metal string complex particles.  // Colloids and Surfaces A: Physicochemical and Engineering Aspects. — 2017. — Vol. 513. — P. 41-50. — doi: 10.1016/j.colsurfa.2016.11.026;
- Suleimanov B. A., Abbasov H. F. Chemical control of quartz suspensions aggregative stability // Journal of Dispersion Science and Technology. — 2017. — Vol. 38, No. 08. — P. 1103—1109. — doi: 10.1080/01932691.2016.1224189;
- Ismayilov R. H., Wang W.-Zh., Lee G.-H., Peng Sh.-M., Suleimanov B. A. Synthesis, crystal structure and properties of a pyrimidine modulated tripyridyldiamino ligand and its complexes // Polyhedron. — 2017. — Vol. 122. — P. 203—209. — doi: 10.1016/j.poly.2016.11.023;
- Suleimanov B. A., Veliyev E. F. Nanogels for deep reservoir conformance control // SPE-182534-MS. SPE Annual Caspian Technical Conference & Exhibition. — Astana, Kazakhstan, 1-3 November 2016. — doi: 10.2118/182534-MS;
- Suleimanov B. A., Ismailov F. S., Dyshin O. A., Veliyev E. F. Screening evaluation of EOR methods based on fuzzy logic and Bayesian inference mechanisms // SPE-182044-MS. SPE Russian Petroleum Technology Conference and Exhibition. — Moscow, Russia, 24-26 October 2016. — doi: 10.2118/182044-MS;
- Suleimanov B. A., Dyshin O. A., Veliyev E. F. Compressive strength of polymer nanogels used for enhanced oil recovery (EOR) // SPE-181960-MS. SPE Russian Petroleum Technology Conference and Exhibition. — Moscow, Russia, 24-26 October 2016. — doi: 10.2118/181960-MS;
- Сулейманов Б. А., Аббасов Х. Ф. Влияние агрегации наночастиц на теплопроводность нанофлюидов // Журнал физической химии. — 2016. — Том 90, № 2. — C. 240—248. — doi: 10.7868/S0044453716020308;
- Suleimanov B. A., Veliyev E. F., Dyshin O. A. Effect of nanoparticles on the compressive strength of polymer gels used for enhanced oil recovery (EOR) // Petroleum Science and Technology. — 2015. — Vol. 33, No. 10. — P. 1133—1140. — doi: 10.1080/10916466.2015.1045985;
- Suleimanov B. A., Ismailov F. S., Dyshin O. A., Keldibayeva S. S. Statistical modeling of life cycle of oil reservoir development // Journal of the Japan Petroleum Institute. — 2014. — Vol. 57, No. 1. — P. 47-57. — doi: 10.1627/jpi.57.47;
- Suleimanov B. A., Dyshin O. A.  Application of discrete wavelet transform to the solution of boundary value problems for quasi-linear parabolic equations // Applied Mathematics and Computation. — 2013. — Vol. 219, No. 12. — P. 7036-7047. — doi: 10.1016/j.amc.2012.11.033;
- Сулейманов Б. А. Механизм эффекта скольжения при течении газированных жидкостей // Коллоидный журнал. — 2011. — Том 73, № 6. — C. 847—857;
- Suleimanov B. A., Ismailov F. S., Veliyev E. F. Nanofluid for enhanced oil recovery // Journal of Petroleum Science and Engineering. — 2011. — Vol. 78. — P. 431—437. — doi: 10.1016/j.petrol.2011.06.014;
- Аббасов Э. М., Дышин О. А., Сулейманов Б. А. Вейвлет-метод решения задачи нестационарной фильтрации с разрывными коэффициентами // Журнал вычислительной математики и математической физики. — 2008. — Том 48, № 12. — C. 2163—2179;
- Сулейманов Б. А., Аббасов Э. М., Эфендиева А. О. Стационарная фильтрация в фрактально-неоднородной пористой среде // Инженерно-физический журнал. — 2005. — Том 78, № 4. — C. 194—196;
- Сулейманов Б. А. О влиянии взаимодействия частиц дисперсной фазы на реологию фрактально-неоднородных дисперсных систем // Коллоидный журнал. — 2004. — Том 66, № 2. — C. 283—286;
- Suleimanov B. A., Azizov Kh. F., Abbasov E. M. Slippage effect during gassed oil displacement // Energy Sources. — 1996. — Vol. 18, No. 7. — P. 773—779. — doi: 10.1080/00908319608908809;
- Сулейманов Б. А. О возможности раннего диагностирования появления воды в призабойной зоне нефтяных скважин // Азербайджанское нефтяное хозяйство. — 1986. — № 6. — C. 14-16.

### Доклады
Принимал участие с докладами на международных форумах, конференциях и симпозиумах в Великобритании, Казахстане, России, США, Турции, Узбекистане, Украине и других странах.

### Научное редактирование
- Фахраддин Саттар оглы Исмайлов, Ахмед Маис оглы Салманов, Бакир Исмайыл оглы Магеррамов. Нефтяные и газовые месторождения и перспективные структуры Азербайджана. Предмалокавказско-Талышская НГО. Книга 3. Справочник / Науч. ред. Багир Алекпер оглы Сулейманов. — Баку: Издательство «MSV», 2024. — 668с.; ISBN 978-9952-37-978-5.[22]
- Фахраддин Саттар оглы Исмайлов, Ахмед Маис оглы Салманов, Бакир Исмайыл оглы Магеррамов, Хафиз Исмайыл оглы Шакаров. Нефтяные и газовые месторождения и перспективные структуры Азербайджана. Акватория Каспийского моря. Книга 2. Справочник / Науч. ред. Багир Алекпер оглы Сулейманов. — Баку: Издательство «MSV», 2024. — 648с.; ISBN 978-9952-37-978-5.[23]
- Фахраддин Саттар оглы Исмайлов, Ахмед Маис оглы Салманов, Бакир Исмайыл оглы Магеррамов. Нефтяные и газовые месторождения и перспективные структуры Азербайджана. Гусар-Девечи, Хызы и Апшеронский НГР. Книга 1. Справочник / Науч. ред. Багир Алекпер оглы Сулейманов. — Баку: Издательство «Mаrs Print», 2023. — 776с.; ISBN 978-9952-37-978-5.[24]
- Ахмед Маис оглы Салманов, Бакир Исмайыл оглы Магеррамов, Эльмир Шахин оглы Гарагезов, Низами Саяд оглы Керимов. Геология и показатели разработки нефтегазовых месторождений морской акватории Азербайджана. Справочник / Науч. ред. Багир Алекпер оглы Сулейманов. — Баку: Издательство «MSV», 2023. — 508с. ISBN 978-9952-39-083-4
- Ахмед Маис оглы Салманов, Бакир Исмайыл оглы Магеррамов, Эльмир Шахин оглы Гарагезов, Низами Саяд оглы Керимов. Геология и показатели разработки нефтегазовых месторождений на территории суши Азербайджана. Справочник / Науч. ред. Багир Алекпер оглы Сулейманов. — Баку: Издательство «MSV», 2023. — 624с.; ISBN 978-9952-39-147-3.[25]
- Ш. З. Исмаилов, A. А. Сулейманов, И. Н. Алиев, Ф. Ф. Ахмед. Особенности разработки и эксплуатации месторождений углеводородов надводными и подводными промысловыми комплексами: учебник / ред. Б. А. Сулейманов; Министерство Науки и Образования Азербайджанской Республики, Азербайджанский государственный университет нефти и промышленности. — Баку: Эльм, 2023, 217с.[26]

Научный редактор библиографии и 4-х томного издания избранных трудов Академика Азада Халиловича Мирзаджанзаде, опубликованных издательством «Элм» НАНА в соответствии с планом мероприятий, посвященных 90-летнему юбилею Академика Азада Мирзаджанзаде.
- Азад Халил оглы Мирзаджанзаде: библиографический указатель / науч. ред. Б. А. Сулейманов. — Баку: Элм, 2018. — 216 с. ISBN 978-9952-514-50-6
- A. X. Мирзаджанзаде. Избранные труды. 1 том / науч. ред. Б. А. Сулейманов. — Баку: Элм, 2018. — 658 c. ISBN 978-9952-514-54-4
- A. X. Мирзаджанзаде. Избранные труды. 2 том / науч. ред. Б. А. Сулейманов. — Баку: Элм, 2018. — 574 c. ISBN 978-9952-514-89-6

## О нём
- Багир Алекпер оглы Сулейманов: библиографический указатель (посвящается 65-летию) / Науч.ред. Г. И. Джалалов; ред. Н. М. Алиев; сост. О. А. Зейналова. – Баку : «Элм», 2024. – 192 с. ISBN 978-9952-569-83-4
- Сулейманов Багир Алекпер оглы / Я. Ахмедов, Б. Назаров. Азербайджанский Государственный Университет Нефти и Промышленности: Выпускники // Баку, Азербайджанский Государственный Университет Нефти и Промышленности, 2022, стр.22. ISBN 978-9952-8424-8-7
- НИПИ «Нефтегаз» Государственной Нефтяной Компании Азербайджанской Республики / Э. Нуриев. Строительство в Азербайджане: реалии и направления развития // Баку, Азербайджанский научно-исследовательский институт строительства и архитектуры, 2022, стр. 139.[28].
- Сулейманов Багир Алекпер оглы / Национальная Академия Наук Азербайджана в лицах: 1945—2020: Национальной Академии Наук Азербайджана −75 лет // Баку, Эльм, 2021, с. 940—941. ISBN 978-9952-523-29-5.[29].
- Ф. С. Исмаилов. Яркая личность страны огней // SOCAR Proceedings, 2019, № 3, 3-5.[30]
- Багир Алекпер оглы Сулейманову — 60 лет! // Азербайджанское нефтяное хозяйство, 2019, № 06-07, с. 79.[31]
- Члену-корреспонденту НАНА Багиру Сулейманову исполняется 60 лет //Сайт НАН Азербайджана, 21.06.2019[32]
- Ф. Исмаилов. Яркая личность Страны Огней // Iki Sahil, 21 июня 2019 г., с. 11.[33]
- Ф. Исмаилов. Яркая личность Страны Огней // Вышка, 21 июня 2019, с. 7.
- Сулейманов Багир Алекбер оглы / Энциклопедический альбом нефти и газа России — история в лицах и свершениях // Москва, Ника-Д, 2012, стр. 805.[34]
- НИПИ «Нефтегаз» Государственной Нефтяной Компании Азербайджанской Республики / Э. Нуриев, З. Аллахвердиев. Роль строительного комплекса в развитии Азербайджана // Баку, Шарг-Гарб, 2011, стр. 255.[35]
- Жизнь, посвященная науке // Вышка, 19 июня 2009 г., стр. 11.
- Багир Алекпер оглы Сулейманов — 50 лет ! // Азербайджанское нефтяное хозяйство, 2009, № 7, 83.[36]
- Орхан Вахидоглы. Яркий жизненный путь нефтяника // Iki Sahil, 17 июня 2009 г.
- Не скупитесь дарить идеи. К 80-летию академика А. Х. Мирзаджанзаде // Уфа, Нефтегазовое дело, 2008, стр. 51.
- Сулейманов Багир Алекпер оглы / Ученые нефтяники Азербайджана /Институт геологии НАН Азербайджана // Баку, Нафта-пресс, 2007, с. 189—191. ISBN 978-9952-437-24-9[37]